# Борзенко Олена Олександрівна
 Оле́на Олександрі́вна Борзе́нко (також – Сльо́зко; нар. 3 вересня 1963, Маріямпіль) — український економіст-міжнародник, доктор економічних наук (2018), професор (2018).Завідувач сектору міжнародних фінансових досліджень Інституту економіки та прогнозування НАН України.

## Біографічні відомості
Олена Олександрівна Борзенко народилася 3 вересня 1963 року в м. Маріамполі, в Литві. У 1985 році закінчила  Московський поліграфічний інститут (Факультет економіки та організації поліграфічної промисловості). Трудову діяльність розпочала на Кишиневському Поліграфкомбінаті У 1994—2014 роках працювала в Інституті світової економіки та міжнародних відносин НАН України, в якому у 1997 році захистила кандидатську дисертацію «Валютно-фінансові відносини України з державами Середньої Азії на сучасному етапі». Після ліквідації Інституту  перейшла на роботу до Інституту економіки та прогнозування НАН України, в якому з 2017 року очолює сектор міжнародних фінансових досліджень.   У 2018 році в Донецькому національному університеті захистила докторську дисертацію «Геоекономічні імперативи функціонування фінансових ринків».

## Наукова діяльність
Біля 300 публікацій, включаючі наукові статті, особисті та колективні монографії, підручники тощо. Основні публікації:
Borzenko O. O. Structural deformations in the world financial markets after the 90s of the 20th century (monograph) Donetsk National University named after Vasyl Stus, LLC «CREATURES». 2019. 448 p. NATIONAL RESEARCH FOUNDATION of UKRAINE http://jmonographs.donnu.edu.ua/issue/view/258 ISBN 978-966-949-169-5
Borzenko O.O. Globalization processes in the world economy: challenges and opportunities for Ukraine: collective monograph / by general. ed. Doctor of Economics, Prof. O.O. Borzenko (introduction, subsections 1.1, 1.2, 1.5, 3.1, 3.3, 4.6, conclusions); National Academy of Sciences of Ukraine, State University of Economics and predicted National Academy of Sciences of Ukraine". — Electron. data. — K., 2022. — 264 c. : table, fig. — Access mode: http://ief.org.ua/wpcontent/uploads/2022/10/Globalizaciyniprocesy-u-svitoviyeconomici.pdf
Borzenko O.O. Assessment of Ukraine's integration into the European economic space: a collective monograph / by General ed. Doctor of Economics, Prof. O.O. Borzenko (1.1, 2.2, 2.3, 2.10, 3.4.6); National Academy of Sciences of Ukraine, State University «Institute of Economics and Forecasting of the National Academy of Sciences of Ukraine». — Electron. data. — K., 2021. — 493 c. : table, fig. — Access mode: http://ief.org.ua/wpcontent/uploads/2022/06/Otsinkaintregratsii-Ukrainy- doEEP-2.pdf
5. Borzenko O., Diachenko A., Galytskiy A. The experience of the leading EU countries in Contention with Shadow economy: recommendations for Ukraine Proceeding in Business and Economics by Springer Publishing ISSN 21516219 (on line) Web of Science https://link.springer.com/chapter/10.1007/978-3-319-74216-8_28.- 2018.
Керівник проектів:[джерело?]
2017—2019 « Розвиток фінансових інститутів ЄС і виклики для фінансової політики України»
2019-2022 « Глобалізаційні процеси у світовий економіці: виклики та можливості для України»
2020-2021 конкурсна «Шляхи подолання дивергенції в економіках України та ЄС»
2011-2015 Coordinator from Ukraine Project « Pro-ecological restriction for job» 7FP EU
Грант Міністерства Освіти Китаю 2019- 2022 рр.- Вища школа політики та міжнародних відносин Ланчжоуського  Університету[джерело?]
Виконавець за проектами:[джерело?]
2018-2019  « Макроекономічна збалансованість для забезпечення стійкості  державних фінансів та економічного зростання в Україні»
2018-2019 " Комплементарність інформаційно- цифрових і соціально- економічних перетворень як умова стабільного розвитку України "
2018 « Модернізація економічної політики розвитку сфер діяльності та ринків»